# Simpsons: Springfield
Simpsons: Springfield (engelska: The Simpsons: Tapped Out) är ett mobilspel med Simpsons från 2012 utgivet och utvecklat av Electronic Arts för Twentieth Century Fox och Gracie Films. I spelet råkar Homer förstöra hela Springfield efter att han suttit och spelat The Happy Little Elves Game under arbetstid samtidigt som Springfields kärnkraftverk råkar ut för en härdsmälta. Homer börjar därefter med hjälp av Lisa bygga upp ett nytt Springfield.
Spelet släpptes den 17 februari 2012 för iOS och en version för Android släpptes senare under 2012. Den 3 mars 2012 togs spelet bort från App Store en under en kort period, då man upptäckte att appen hade en del buggar. Spelet innehåller röstdialoger från skådespelaren till TV-serien och manuset till spelet är skrivet av författarna till serien. Den 19 augusti 2014 kom en uppdatering som gav svenskt språkstöd med titeln, "Simpsons: Springfield". 27 september 2024 meddelade Electronic Arts att spelets tas bort i app-butiker 24 januari 2025.

## Spelupplägg
Spelarens uppgift är placera ut byggnader och andra föremål i Springfield och ge invånarna i staden uppgifter att göra. Varje gång något börjar byggas eller en uppgift påbörjas tar det en tid för uppgiften att avslutas, efter att uppgiften eller byggandet är färdigt får spelaren en belöning iform av poäng och pengar, ibland läggs även nya funktioner till spelet. Det finns två valutor i spelet, dollar och munkar. Munkarna är spelets premiummynt och delas bara ibland ut gratis, annars kostar de riktiga pengar. Vissa saker i spelet kostar dollar, medan andra kostar munkar. Spelaren kan varje dag även besöka andra spelares versioner av Springfield för att få fler poäng och dollar. Totalt kan spelaren ha 100 vänner.

## Mottagande
slidetoplay.com gav spelet högsta betyg, och gillar referenserna till Simpsons i spelet och hur kul och beroendeframkallande det är. De gillar dock inte att några populärasaker är premiuminnehåll och att man inte kan stänga av ljudet i spelet. Även justreviewit.com gav spelet högsta betyg. CNET har jämfört spelet med Sim City medan IGN har jämfört spelet med Farmville och gillade inte att 300 munkar kostar 20 riktiga dollar när det finns spel för iOS för 1-3 dollar så är det inte rimligt att betala över 10 dollar för en byggnad. Macworld i Australien tyckte det var irriterande att man bara kan se spelet från en vinkel men berättar att replikerna lockar till mycket skratt.